# Morskie przejście graniczne Świnoujście
Morskie przejście graniczne Świnoujście znajduje się w Świnoujściu i może się na nim odbywać ruch osobowy, towarowy i mały ruch graniczny. Przejście obsługuje przede wszystkim ruch graniczny portu morskiego Świnoujście.
Obsługiwane jest przez Morski Oddział Straży Granicznej – placówkę w Świnoujściu. 
Ruch osobowy odbywa się m.in. poprzez Terminal Promowy Świnoujście.
Terytorialny zasięg morskiego przejścia granicznego Świnoujście obejmuje obszar portu morskiego Świnoujście, którego granice zostały określone w 2019 roku.